# Les Villedieu
Les Villedieu ist eine französische Gemeinde mit 222 Einwohnern (Stand: 1. Januar 2022) im Département Doubs in der Region Bourgogne-Franche-Comté.

## Geographie
Les Villedieu liegt auf 941 m über dem Meeresspiegel, etwa 21 Kilometer südsüdwestlich der Stadt Pontarlier (Luftlinie). Das Straßenzeilendorf erstreckt sich im Jura, auf einer kleinen Anhöhe in der Längsmulde des Val de Mouthe, am südlichen Rand der Niederung des Doubs, nördlich des Risoux, nahe der Grenze zur Schweiz.
Die Fläche des 15,07 km² großen Gemeindegebiets umfasst einen Abschnitt des französischen Juras. Der nördliche Teil des Gebietes wird von der rund 1,5 km breiten Längsmulde des Val de Mouthe eingenommen, die in geologisch-tektonischer Hinsicht eine Synklinale bildet. Der Doubs mäandriert durch eine weite, teils vermoorte Talniederung und entwässert das Gebiet nach Nordosten. Er bildet die nördliche Grenze. Nach Süden erstreckt sich das Gemeindeareal über einen bewaldeten Hang (Forêt des Villedieu) auf die teils bewaldete, teils mit Weideland bedeckte Höhe, die vom Mont d’Or nach Südwesten ausgreift und zum Petit Risoux überleitet. Auf einer Kuppe des Crêt Sapeau wird mit 1290 m die höchste Erhebung von Les Villedieu erreicht. Es gibt hier keine oberirdischen Fließgewässer, weil das Niederschlagswasser im verkarsteten Untergrund versickert. Ganz im Süden reicht der Gemeindeboden bis in die Talniederung der Grande Combe. Das Gemeindegebiet ist Teil des Regionalen Naturparks Haut-Jura (frz.: Parc naturel régional du Haut-Jura).
Die Gemeinde besteht aus zwei Ortsteilen sowie zahlreichen Einzelhöfen:
- Villedieu-les-Mouthe (944 m) auf einer Anhöhe südlich des Doubs
- Villedieu-les-Rochejean (929 m) am südlichen Talrand des Doubs

Nachbargemeinden von Les Villedieu sind Sarrageois und Gellin im Westen, Brey-et-Maison-du-Bois im Norden, Rochejean im Osten sowie die schweizerische Gemeinde Le Lieu im Süden.

## Geschichte
Der Ortsname des im 13. Jahrhundert erstmals erwähnten Villedieu leitet sich vom lateinischen Villa de Dei (Weiler/Landgut Gottes) ab. Im Mittelalter gehörte Villedieu zur Herrschaft Rochejean. Zusammen mit der Franche-Comté gelangte es mit dem Frieden von Nimwegen 1678 an Frankreich. Heute ist Les Villedieu Mitglied des 13 Ortschaften umfassenden Gemeindeverbandes Communauté de communes des Hauts du Doubs.

## Sehenswürdigkeiten

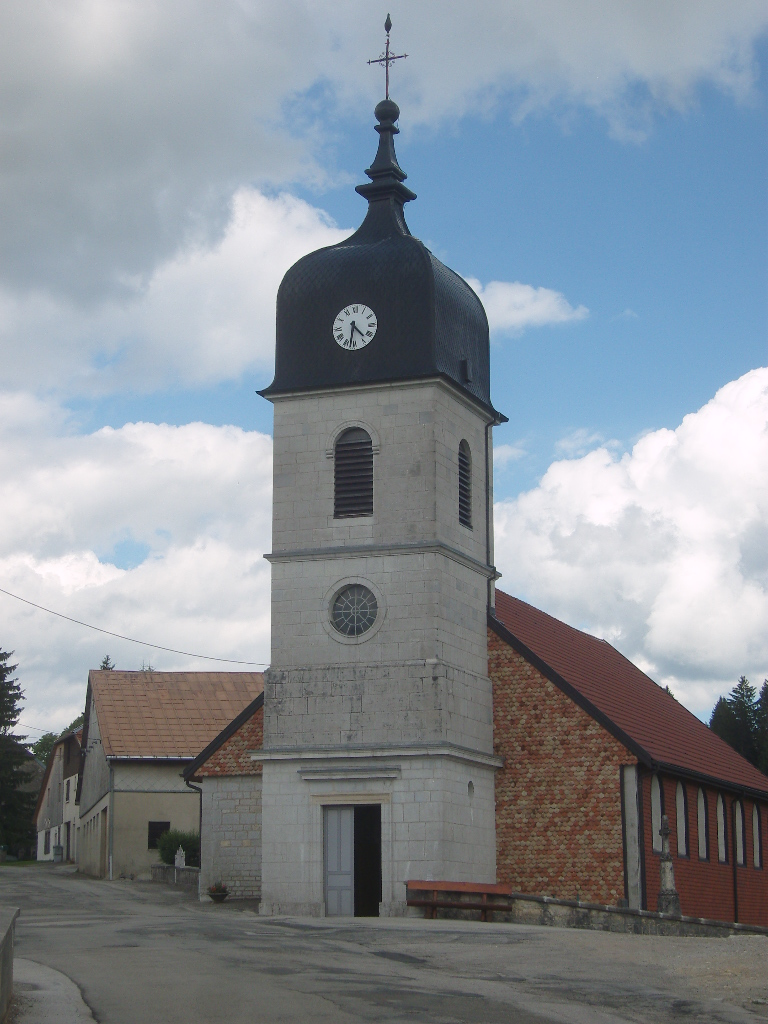
Kirche St. Joseph

Die Dorfkirche St. Joseph in Villedieu-les-Mouthe wurde 1833 erbaut. Im Ortskern sind einige Bauernhäuser im traditionellen Stil des Hochjuras aus dem 18. und 19. Jahrhundert erhalten.

## Bevölkerung
| Jahr                       | 1962 | 1968 | 1975 | 1982 | 1990 | 1999 | 2006 | 2018 |
| Einwohner                  | 149  | 136  | 113  | 109  | 118  | 131  | 151  | 204  |
| Quellen: Cassini und INSEE |      |      |      |      |      |      |      |      |

Mit 222 Einwohnern (1. Januar 2022) gehört Les Villedieu zu den kleinen Gemeinden des Départements Doubs. Nachdem die Einwohnerzahl in der ersten Hälfte des 20. Jahrhunderts deutlich abgenommen hatte (1901 wurden noch 235 Personen gezählt), wurde seit Beginn der 1980er Jahre wieder ein leichtes Bevölkerungswachstum verzeichnet.

## Wirtschaft und Infrastruktur
Les Villedieu war bis weit ins 20. Jahrhundert hinein ein vorwiegend durch die Landwirtschaft, insbesondere Milchwirtschaft und Viehzucht, sowie durch die Forstwirtschaft geprägtes Dorf. Daneben gibt es heute einige Betriebe des lokalen Kleingewerbes. Mittlerweile hat sich das Dorf auch zu einer Wohngemeinde gewandelt. Viele Erwerbstätige sind auch Wegpendler, die in den größeren Ortschaften der Umgebung ihrer Arbeit nachgehen.
Die Ortschaft liegt abseits der größeren Durchgangsstraßen nahe der Departementsstraße D437, die von Saint-Laurent-en-Grandvaux nach Pontarlier führt. Eine weitere Straßenverbindung besteht mit Rochejean.